# زاگارد
زاگارد (به آلمانی: Sagard) یک شهر در آلمان است که در فرپومرن-روگن واقع شده‌است. زاگارد ۲٬۷۴۹ نفر جمعیت دارد.